# Uomini e cani
Uomini e cani è il primo romanzo di Omar Di Monopoli. L'opera narra le vicende del guardiacaccia Nico immerso nella micro-mafia locale del fittizio paese salentino di Languore.
L'autore, che vive a Manduria, nel Salento meno battuto dai flussi turistici, ha firmato anche la sceneggiatura del film La caccia di Edoardo Winspeare, e si è ispirato per questa sua prima opera alle realtà della sua regione d'origine, la Puglia, con l'intenzione di mostrare la parte meno in luce delle note località estive di quella fetta di Meridione. Un territorio dimenticato persino dalla grande mafia.

## Scelte stilistiche e riproposte editoriali
Il titolo "steinbeckiano" è il primo elemento che richiama lo sfondo narrativo, ricco di vicende spesso macabre, grottesche e non di rado violente, che si caratterizzano proprio per il fatto che ogni personaggio possiede un cane, il quale spesso riflette le caratteristiche animalesche del proprio padrone (sino a confondersi uno nell'altro in una girandola di ferocia). Infatti non c'è nessun personaggio, nemmeno il protagonista, dotato di un ruolo completamente positivo. La storia può definirsi a tutti gli effetti una vicenda corale popolata solo da "antieroi" e "cattivi".
L'autore ha inoltre dichiarato che la scelta del nome del paese inventato in cui si svolgono le vicende, Languore, è ricaduta proprio su questo specifico sostantivo per richiamarne l'accezione più ventrale, nel significato di sensazione di fame (o anche, più nello specifico, di "vuoto"). Questa scelta pare avesse colpito a tal punto l'editore che questi aveva proposto proprio Languore come iniziale titolo del romanzo.
Il romanzo ha anche la specificità di proporre molti dialoghi in un fantasioso dialetto nato da una mescolanza tra brindisino, tarantino e gallipolino, utilizzata proprio per non identificare geograficamente le vicende oltre che per definire una "lingua" originale in grado di raccontare nella giusta maniera le vicende cruenti narrate. Tuttavia il dialetto, utilizzato proprio per rappresentare a tutto tondo la realtà di profonda ignoranza dei personaggi, è stato reso facilmente comprensibile per ogni lettore grazie all'ausilio di numerosi accorgimenti stilistici (come la riproposizione in italiano delle frasi urlate in vernacolo dai personaggi, o il ricorso alla semplice aferesi di parole d'uso corrente per imitare il parlato).
Nel 2018 la casa editrice Adelphi, acquisendo nel proprio catalogo l'opera dello scrittore, ha ridato alle stampe il romanzo, riproponendolo al pubblico in una versione rivista e aggiornata .

## La 1° copertina
Tratto particolare della prima edizione è la copertina che è a sfondo bianco sporcata però da delle macchie stampate di sangue, proprio ad indicare la trama sanguinosa e sporca.

## La 2° copertina
Nella versione riedita dalla casa editrice Adelphi, in copertina compare una elegante foto di Ferdinando Scianna.

## Premi
- Il romanzo ha vinto la 9ª edizione del Premio Letterario Edoardo Kihlgren Opera Prima 2008, che è stato assegnato all'autore il 19 maggio a Milano.

## Edizioni
- Omar Di Monopoli, Uomini e cani, 1 ed., ISBN Edizioni, 2007,  pp. 234, cap. 7, ISBN 978-88-7638-055-6.
- Omar Di Monopoli, Uomini e cani, Collana Fabula, Milano, Adelphi, 2017, ISBN 978-88-4593-284-7.